# 一瞬の夏
一瞬の夏（いっしゅんのなつ）は、沢木耕太郎が著した1981年に新潮社から出版されたノンフィクション作品である。第1回新田次郎文学賞受賞作品。

## 概要
1976年に発表した「クレイになれなかった男」（『敗れざる者たち』所収）の続編的な内容で、一度表舞台から去ったプロボクサーカシアス内藤がカンバックし、エディ・タウンゼントともに再度世界チャンピオンを目指す姿を描いた作品。沢木自身も登場し、試合のブッキングなどに奔走している。

## エピソード
大和武士は岡山県の少年院で本作品を読み、ボクサーになることを決意した。